# Kalfas
Kalfas (griechisch Κάλφας (n. sg.)) ist ein Dorf im Gemeindebezirk Tritea der Gemeinde Erymanthos in Griechenland. Die gleichnamige Dimotiki Kinotita besteht aus dem Dorf Kalfas und dem Flecken Masoureika. Kalfas zählte ab 1835 zur damaligen Gemeinde Tritea, wurde 1912 mit der umfangreichen Gebietsreform eine eigenständige Landgemeinde. Masoureika wurde 1981 als Siedlung der Landgemeinde anerkannt. Mit der Gemeindereform 1997 wurde die Landgemeinde zu einem Gemeindebezirk der Gemeinde Tritea und kam mit der Verwaltungsreform 2010 mit diesem zur neu geschaffenen Gemeinde Erymanthos.

## Allgemeines
Der Ort ist von Bergen und Hügeln voller Kiefern umgeben und liegt an der Grenze zwischen Achaia und Elis, etwa 45 km südwestlich von Patras. Die Einwohner sind überwiegend in der Viehzucht und zu einem geringeren Teil in der Landwirtschaft tätig. Im Dorf gibt es 2 bis 3 Kafenia. Eine besondere Sehenswürdigkeit ist die Kapelle des Propheten Elias besonders während des Festes des Heiligen Geistes.
Zu dem Dorf gehört auch die kleine Siedlung Masoureika.
Bei den Waldbränden im Jahr 2007 hat die Region schaden genommen.

## Einwohnerentwicklung
| Name       | griechischer Name    | Code       | 1920 | 1928 | 1940 | 1951 | 1961 | 1971 | 1981 | 1991 | 2001 | 2011 | 2021 |
| ---------- | -------------------- | ---------- | ---- | ---- | ---- | ---- | ---- | ---- | ---- | ---- | ---- | ---- | ---- |
| Kalfas     | Κάλφας (m. sg.)      | 3704040801 | 333  | 326  | 323  | 443  | 442  | 367  | 263  | 300  | 273  | 111  | 148  |
| Masoureika | Μασουραίικα (n. pl.) | 3704040802 |      |      |      |      |      |      | 52   | 42   | 49   | 29   | 29   |
| Gesamt     | Gesamt               | 37040408   | 333  | 326  | 323  | 443  | 442  | 367  | 315  | 342  | 322  | 140  | 177  |